# Памятник Героям Первой мировой войны (Краснодар)
Памятник Героям Первой мировой войны — памятник «Славным сынам Отечества казакам и горцам — героям Первой мировой войны» в городе Краснодаре. Открыт 28 июля 2016 года. Авторы памятника скульпторы Алан Петрович Корнаев, Валерий Павлович Пчелин.
Адрес: Россия, Краснодарский край, Краснодар, ул. Красная, 198.

## История
Памятник «Славным сынам Отечества казакам и горцам — героям Первой мировой войны» был открыт в Краснодаре 28 июля около дома 198 по улице Красная на Александровском бульваре.
В годы Первой мировой войны на фронт было призвано около 100 тысяч кубанских казаков. Горцы же, не подлежавшие призыву, добровольцами отправились на передовую. Казаки и горцы защищали одну Родину. В память о героях Первой мировой разных народов в Краснодаре и был поставлен памятник.
Скульптуры памятника изображают казака и горца, стоящих на невысоком мраморном постаменте. На передней части постамента выполнена надпись: «Славным сынам Отечества казакам и горцам — героям Первой мировой войны (28.07.1914 г. — 11.11.1918 г.)». Затраты на сооружение памятника составили 9,3 млн рублей. Эти деньги были собраны жителями города, депутатов местного парламента, работниками краснодарских предприятий, казачеством.
Монумент имеет высоту 2,4 метра, казака и горец одеты в национальные костюмы с папахами, шашками и кинжалами. На груди у героев — георгиевские кресты. Авторы монумента — кубанские скульпторы Алан Корнаев и Валерий Пчелин.
На открытие памятника присутствовали представители казачества и горских народов. Среди них: атаман Кубанского казачьего войска Николай Допуда, глава республики Адыгея Аслан Китович Тхакушинов, полпред президента РФ в ЮФО по Адыгее Адам Тлеуж, губернатор Вениамин Кондратьев и др.

## Технические данные
Памятник выполнен из бронзы, пьедестал мраморный. Достигает 2,4 метра в высоту. Благоустроена территория вокруг памятника.